# Connomyia mali
Connomyia mali là một loài ruồi trong họ Asilidae. Connomyia mali được Londt miêu tả năm 1993. Loài này phân bố ở vùng nhiệt đới châu Phi.